# Rory Bourke
Rory Michael Bourke   (14 de julio de 1942, Cleveland, Ohio) es un editor y compositor estadounidense de música country.

## Biografía
Bourke se trasladó a Nashville en 1964 y durante un tiempo trabajó en el departamento comercial de Mercury Records.
Comenzó su carrera como compositor a principios de los años 70 y pronto acumuló un buen número de grabaciones realizadas por artistas como Charlie Rich, Elvis Presley, Lynn Anderson, Billy Crash Craddock y Olivia Newton-John entre otros. Su mayor éxito lo consiguió con el tema "The Most Beautiful Girl", coescrito junto a Billy Sherrill y Norro Wilson.  Grabado por Charlie Rich consiguió llegar al número uno de las principales listas de éxitos de Estados Unidos en 1973.
Otros éxitos escritos por Bourke incluyen "A Little Good News," (Anne Murray), "You Look So Good in Love" (George Strait),  "I Know a Heartache When I See One" (Jennifer Warnes),  y "Come Next Monday" (K. T. Oslin). Muchas de sus canciones fueron escritas en colaboración con otros compositores. Con Charlie Black escribió numerosos temas, aunque también trabajó con K. T. Oslin, Mike Reid, Eddie Rabbitt o Deborah Allen.

## Reconicimientos
Bourke fue incluido en el Salón de la Fama de Compositores de Nashville en 1989. Entre sus reconocimientos, recibió tres premios de la ASCAP, en la categoría de "Compositor del año" (1975, 1979, 1983) y tres nominaciones a los Premios Grammy en la categoría de Mejor canción country. Las interpretaciones de sus canciones acumularon además 11 premios otorgados por BMI y 45 por ASCAP.